# Andromeda (stjernebillede)
 For alternative betydninger, se Andromeda. (Se også artikler, som begynder med Andromeda)
Andromeda er et stjernebillede på den nordlige himmelkugle. I dette stjernebillede findes Andromedagalaksen; det fjerneste objekt man kan se med det blotte øje.
Koordinater:  01h 00m 00s, +40° 00′ 00″